# Strażnica WOP Hrubieszów
Strażnica Wojsk Ochrony Pogranicza Hrubieszów – zlikwidowany podstawowy pododdział Wojsk Ochrony Pogranicza pełniący służbę graniczną na granicy polsko-radzieckiej.
Strażnica Straży Granicznej w Hrubieszowie – zlikwidowana graniczna jednostka organizacyjna Straży Granicznej realizująca zadania bezpośrednio w ochronie granicy państwowej z Ukrainą.

## Formowanie i zmiany organizacyjne
W 1961 roku Placówkę Wojsk Ochrony Pogranicza Strzyżów przeniesiono do Hrubieszowa i na jej bazie utworzona została Placówka WOP Hrubieszów. W 1964 roku w Hrubieszowie stacjonowała Placówka WOP nr 3 w strukturach 23 Chełmskiego Oddziału WOP, który funkcjonował do 30 maja 1976 roku.
W 1976 roku odtwarzano brygady na granicy ze Związkiem Radzieckim. Na bazie 23 Chełmskiego Oddziału WOP sformowano Nadbużańską Brygadę WOP. W jej strukturach 1 czerwca 1976 roku, na bazie Placówki WOP Hrubieszów zorganizowano Strażnicę WOP Hrubieszów.
1 października 1989 roku rozformowana została Nadbużańska Brygada WOP, na jej bazie powstał Nadbużański Batalion WOP, a Strażnica WOP Hrubieszów wraz z batalionem została włączona w struktury Bieszczadzkiej Brygady WOP w Przemyślu i tak funkcjonowała do 15 maja 1991 roku.
Straż Graniczna:
16 maja 1991 roku ochronę granicy państwowej przejęła nowo sformowana Straż Graniczna. Strażnica w Hrubieszowie została włączona w struktury Nadbużańskiego Oddziału Straży Granicznej w Chełmie i przyjęła nazwę Strażnica Straży Granicznej w Hrubieszowie (Strażnica SG w Hrubieszowie).
W 2000 roku rozpoczęła się reorganizacja struktur Straży Granicznej związana z przygotowaniem Polski do wstąpienia, do Unii Europejskiej i  przystąpieniem do Traktatu z Schengen. Podczas restrukturyzacji wprowadzono kompleksową ochronę granicy już na najniższym szczeblu organizacyjnym tj. strażnica i graniczna placówka kontrolna. Wprowadzona całościowa ochrona granicy zniosła podział na graniczne jednostki organizacyjne ochraniające tylko tzw. „zieloną granicę” i prowadzące tylko kontrole ruchu granicznego. W wyniku tego, 2 stycznia 2003 roku, nastąpiło zniesie Strażnicy SG w Hrubieszowie. Ochraniany przez strażnicę odcinek granicy, wraz z obsadą etatową przejęła Graniczna Placówka Kontrolna SG w Hrubieszowie GPK SG w Hrubieszowie).

## Ochrona granicy
Strażnica WOP Hrubieszów ochraniała wyłącznie odcinek granicy rzecznej ze Związkiem Radzieckim przebiegającą środkiem koryta rzeki granicznej Bug.
1 stycznia 1964 roku na ochranianym odcinku funkcjonowało przejście graniczne uproszczonego ruchu granicznego (urg), w którym kontrolę graniczną i celną osób, towarów oraz środków transportu wykonywała 4 placówka WOP Hrubieszów:
- Zosin.

Od 1 grudnia 1978 na odcinku strażnicy funkcjonowało przejścia graniczne, w którym kontrolę graniczną osób, towarów i środków transportu wykonywała Graniczna Placówka Kontrolna Hrubieszów:
- Hrubieszów-Włodzimierz Wołyński (kolejowe).

Straż Graniczna:
Strażnica SG w Hrubieszowie ochraniała wyłącznie odcinek granicy rzecznej z Ukrainą przebiegającą środkiem koryta rzeki granicznej Bug4.
Na odcinku strażnicy funkcjonowały przejścia graniczne, w których kontrolę graniczną osób, towarów i środków transportu wykonywała Graniczna Placówka Kontrolna SG w Hrubieszowie:
- Hrubieszów-Włodzimierz Wołyński (kolejowe)
- Zosin-Uściług (drogowe) – od 10.10.1995.

## Strażnice sąsiednie
- 4 placówka WOP Dorohusk ⇔ 2 placówka WOP Dołhobyczów – 01.01.1964
- Strażnica WOP Dorohusk ⇔ Strażnica WOP Dołhobyczów – 01.06.1976[4]

Straż Graniczna:
- Strażnica SG w Dorohusku ⇔ Strażnica SG w Dołhobyczowie – 16.05.1991[12].

## Dowódcy strażnicy
- Wiesław Kowaluk (06.07.1971–02.10.1973)[13]
- kpt. Kazimierz Rogalski (28.10.1975–04.03.1980)[3]
- Wiaczesław Dudzicz (01.11.1984–30.06.1985)[14]
- ppłk Wiaczesław Dudzicz (01.10.1989–był 31.07.1990)[14].